# Patvarc
Patvarc ist eine ungarische Gemeinde im Kreis Balassagyarmat im Komitat Nógrád.

## Geografische Lage
Patvarc liegt gut vier Kilometer östlich der Stadt Balassagyarmat, an dem kleinen Fluss Fekete-víz. Nachbargemeinden sind Őrhalom, Nógrádmarcal und Csitár.

## Gemeindepartnerschaften
- Borș, Rumänien
- Kalonda, Slowakei
- Kiarov, Slowakei
- Kopačevo, Kroatien
- Slovenské Ďarmoty, Slowakei[1]

## Sehenswürdigkeiten
- Evangelische Kirche
- Glockenturm (Harangláb), erbaut in der zweiten Hälfte des 18. Jahrhunderts
- Heimatmuseum (Tájhaź)
- Presshäuser, die über 100 Jahre alt sind
- Römisch-katholische Kirche Szent Kereszt, erbaut Mitte des 18. Jahrhunderts
- Schloss Majláth (Majláth-kastély), erbaut 1830
- Szent-Ivány-Denkmal (Szent-Iványi emlékmű)

## Verkehr
Durch Patvarc verläuft die Landstraße Nr. 2119. Die nächstgelegenen Bahnhöfe befinden sich in Balassagyarmat und Őrhalom.

## Bilder

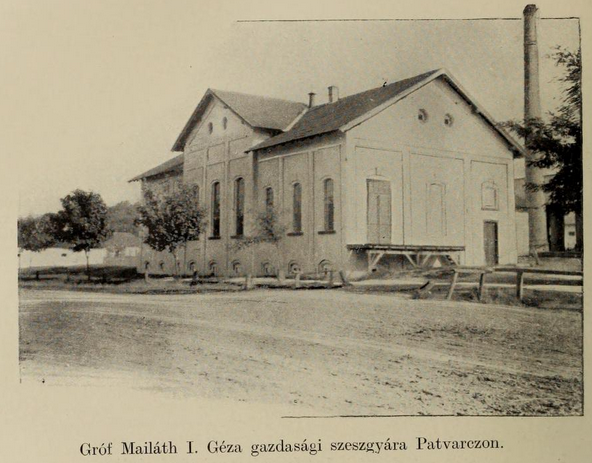
Ehemalige Spirituosenfabrik in Patvarc (1911)
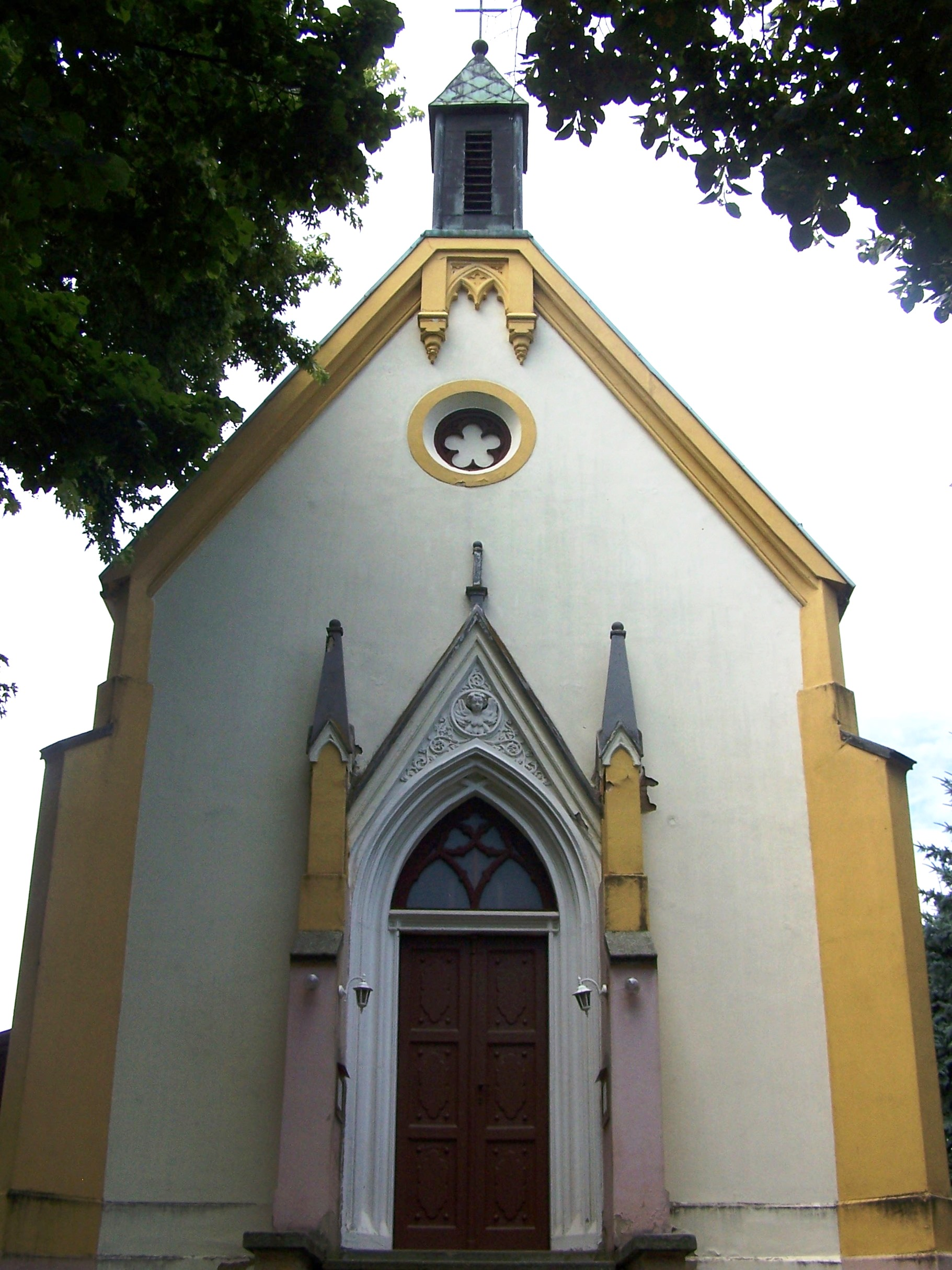
Röm.-kath.  Kirche Szent Kereszt
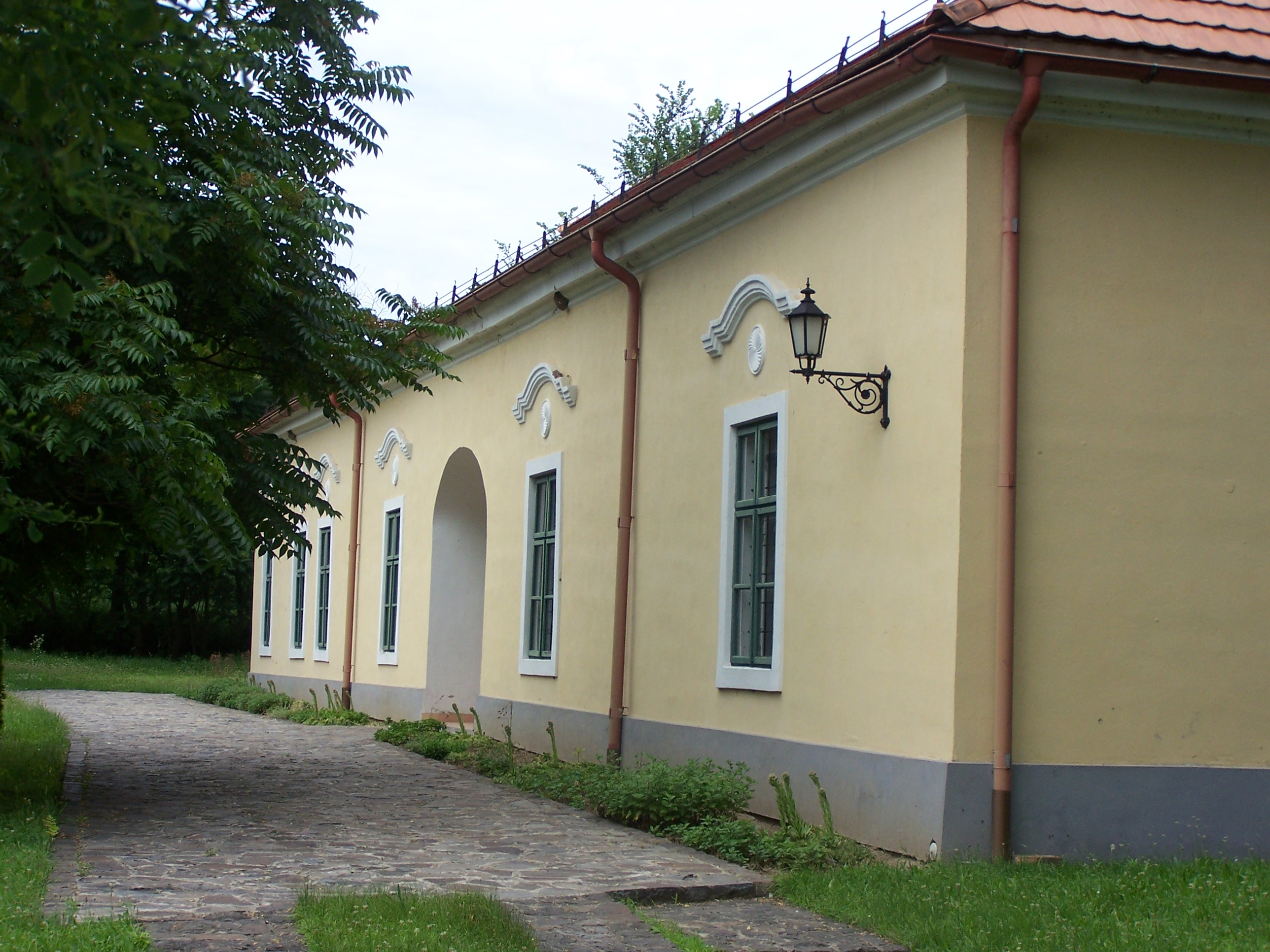
Schloss Majláth